# Arikancharora
Arikancharora (etwa erstes nachchristliches Jahrhundert) ist eine Person, die im Amuntempel von Naqa hinter König Natakamani und Amanitore erscheint. Er ist auch im Amuntempel M 260 in Meroe belegt, wo auch Natakamani baute. Er wird vielleicht auch in einem Tempel beim Berg Barkal genannt, doch ist sein Name dort teilweise zerstört.
Der Name von Arikancharora ist wie bei einem König in einer Kartusche geschrieben und er führt wie ein König einen zweiten, auch in einer Kartusche geschriebenen zweiten Namen: Anchkare. Trotzdem dürfte er kein regierender König gewesen sein, da ihm weitere königliche Attribute fehlen und er immer zusammen mit Natakamani genannt wird, der als König mit Sicherheit regierte. Bei Arikancharora kann es sich deshalb nur um einen Königssohn oder General gehandelt haben, der wie zum Beispiel Akinidad die Ehre hatte seinen Namen in einer Kartusche schreiben zu dürfen.
Arikancharora ist in der Pyramide Beg N5 in Meroe begraben worden. Die Pyramidenkapelle ist gut erhalten und reich mit diversen Darstellungen und Texten dekoriert. Dort fand sich auch eine Opfertafel, auf der der Name seiner Mutter stand, der jedoch nur noch in Resten erhalten ist: ...l.

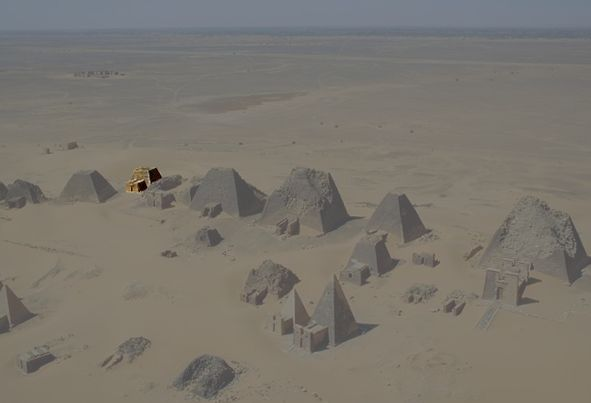
Pyramide N5 von Arikancharora ist hervorgehoben
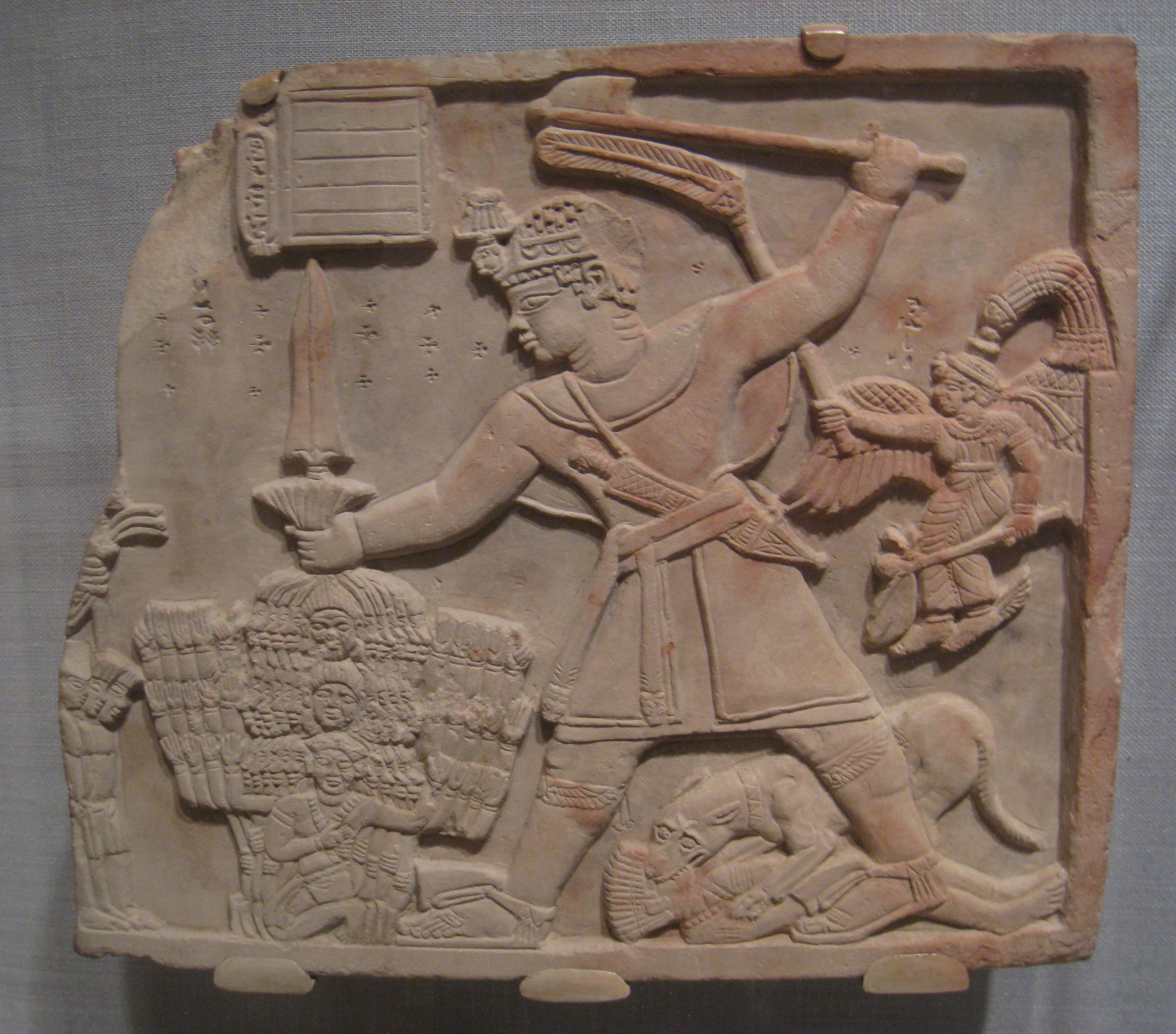
Stele des Arikancharora